# Liste der österreichischen Botschafter in der Türkei
Liste der österreichischen Gesandten und Botschafter im Osmanischen Reich (bis 1918) und in der Türkei (ab 1922).

## Botschafter

### Botschafter im Osmanischen Reich
| Ernennung Akkreditierung                                                                                                 | Name | Bemerkungen                                                                                          | ernannt von      | akkreditiert bei | Posten verlassen   |
| --- | --- | --- | ---------------- | ---------------- | ------------------ |
| 1510 | Frederico di Strassoldo                                                                                               | Gesandter                                                                                            | Maximilian I.    | Selim I.         | 1511               |
| 1530 | Nikola Jurišić (Gesandter) Joseph von Lamberg (Gesandter) Benedikt Kuripešič (Dolmetscher und Verfasser des Berichts) | Gesandter                                                                                            | Ferdinand I.     | Süleyman I.      | 1531               |
| 1554 | Ogier Ghislain de Busbecq                                                                                             | Gesandter und Botschafter                                                                            | Ferdinand I.     | Süleyman I.      | 1562               |
| 1572 | David Ungnad | Gesandter und Botschafter                                                                            | Maximilian II.   | Selim II.        | 1578               |
| 1578 | Johann Joachim von Sinzendorf                                                                                         | Gesandter                                                                                            | Rudolf II. (HRR) | Murad III.       |                    |
| 1608 | Adam Freiherr zu Herberstein                                                                                          | Gesandter                                                                                            |                  | Ahmed I.         | 1609               |
| 1616 | Hermann Czernin von Chudenitz                                                                                         | Gesandter                                                                                            | Matthias         |                  | 1618               |
| 1644 | Hermann Czernin von Chudenitz                                                                                         | Gesandter                                                                                            |                  |                  | 1645               |
| 1700 | Wolfgang IV. (Oettingen-Wallerstein)                                                                                  | Großbotschafter                                                                                      | Leopold I.       | Mustafa II.      | 1701               |
| 1700 | Philipp Ludwig Wenzel von Sinzendorf                                                                                  | Botschafter                                                                                          | Leopold I.       | Mustafa II.      | 1701               |
| 1701 | Leopold Mamuca della Torre                                                                                            | | Leopold I.       | Mustafa II.      | 1703               |
| 1703 | Leopold von Talmann                                                                                                   | | Joseph I.        | Ahmed III.       | 1711               |
| 1711 | Anselm Franz von Fleischmann                                                                                          | | Karl VI.         | Ahmed III.       | 1716               |
| 12. Jän. 1719 | Damian Hugo von Virmont                                                                                               | Großbotschafter                                                                                      | Karl VI.         | Ahmed III.       | 27. März 1720      |
| 28. März 1720 | Josef von Dirling | [ 2 ]                                                                                                | Karl VI.         | Ahmed III.       | 14. Juli 1728      |
| 14. Juli 1728 | Ludwig von Talmann | | Karl VI.         | Ahmed III.       | 18. Juli 1737      |
| 18. Juli 1737 bis 11. August 1740: Unterbrechung der Beziehungen                                                         | | |                  |                  |                    |
| 11. Aug. 1740 | Anton Corfiz Ulfeldt                                                                                                  | (* 1699; † 1760) Großbotschafter                                                                     | Maria Theresia   | Mahmud I.        | 20. Oktober 1740   |
| 25. Okt. 1740 | Anton Corfiz Ulfeldt                                                                                                  | Botschafter                                                                                          | Maria Theresia   | Mahmud I.        | 4. Mai 1741        |
| 4. Mai 1741 | Heinrich Christoph von Penkler                                                                                        | | Maria Theresia   | Mahmud I.        | 31. Jänner 1754    |
| 1. Apr. 1754 | Josef von Schwachheim                                                                                                 | | Maria Theresia   | Osman III.       | 16. Jänner 1762    |
| 16. Jän. 1762 | Heinrich Christoph von Penkler                                                                                        | | Maria Theresia   | Mustafa III.     | 5. Juni 1766       |
| 5. Juni 1766 | Franz Anton Brognard                                                                                                  | | Maria Theresia   | Mustafa III.     | 22. Juni 1769      |
| 1766 | Josef von Heinrich | Gesandter                                                                                            | Maria Theresia   | Mustafa III.     |                    |
| 18. Sep. 1769 | Johann Amadeus Franz von Thugut                                                                                       | (* 1736 in Linz; † 1818 in Wien)                                                                     | Maria Theresia   | Mustafa III.     | 27. August 1776    |
| 1769 | Emanuel von Tassara                                                                                                   | Gesandter, Geschäftsträger                                                                           | Maria Theresia   | Mustafa III.     |                    |
| 10. Juli 1779 | Peter Philipp von Herbert-Rathkeal                                                                                    | (* 1735 in Konstantinopel)                                                                           | Joseph II.       | Abdülhamid I.    | 9. Februar 1788    |
| 9. Februar 1788 bis 16. September 1791: Unterbrechung der Beziehungen infolge des Russisch-Österreichischen Türkenkriegs | | |                  |                  |                    |
| 16. Sep. 1791 | Bartholomäus von Testa                                                                                                | Gesandter                                                                                            | Leopold II.      | Selim III.       | 20. Februar 1792   |
| 20. Feb. 1792 | Peter Philipp von Herbert-Rathkeal                                                                                    | | Leopold II.      | Selim III.       | 20. Februar 1802   |
| 1792 | Bartholomäus von Testa                                                                                                | Gesandter                                                                                            | Leopold II.      | Selim III.       |                    |
| 28. Juni 1802 | Ignaz Lorenz von Stürmer                                                                                              | [ 4 ]                                                                                                | Franz II.        | Selim III.       | 10. März 1818      |
| 8. Apr. 1818 | Rudolf von Lützow | (* 1780; † 1858)                                                                                     | Franz II.        | Mahmud II.       | 31. Juli 1822      |
| 31. Juli 1822 | Franz von Ottenfels-Gschwind                                                                                          | (* 1778, † 1851)                                                                                     | Franz II.        | Mahmud II.       | 2. Oktober 1832    |
| 2. Okt. 1832 | Bartholomäus von Stürmer                                                                                              | | Franz II.        | Mahmud II.       | 24. April 1850     |
| 1832 | Eduard von Klezl | (* 1805; † 1874), Gesandter                                                                          | Franz II.        | Mahmud II.       |                    |
| 27. März 1853 | Karl Ludwig von Bruck                                                                                                 | | Franz Joseph I.  | Abdülmecid I.    | 21. Jänner 1855    |
| 22. Feb. 1855 | August von Koller | (* 1805; † 1883)                                                                                     | Franz Joseph I.  | Abdülmecid I.    | 12. Oktober 1855   |
| 12. Okt. 1855 | Anton von Prokesch-Osten                                                                                              | Gesandter, ab 27. Juli 1867 Botschafter                                                              | Franz Joseph I.  | Abdülmecid I.    | 3. November 1871   |
| 10. Jän. 1872 | Emanuel von Ludolf | (* 1823 in Linz; † 1898 in Vercelli, Piemont) in a. o. Mission mit der Leitung der Botschaft betreut | Franz Joseph I.  | Abdülaziz        | 15. März 1874      |
| 11. März 1874 | Franz Zichy zu Zich und von Vásonykeö                                                                                 | Botschafter                                                                                          | Franz Joseph I.  | Abdülaziz        | 26. November 1879  |
| 15. Juli 1880 | Heinrich von Calice                                                                                                   | (* 1831; † 1912) Botschafter                                                                         | Franz Joseph I.  | Murad V.         | 22. September 1906 |
| 5. Okt. 1906 | János von Pallavicini                                                                                                 | Botschafter                                                                                          | Franz Joseph I.  | Murad V.         | 11. November 1918  |

### Botschafter in der Türkei

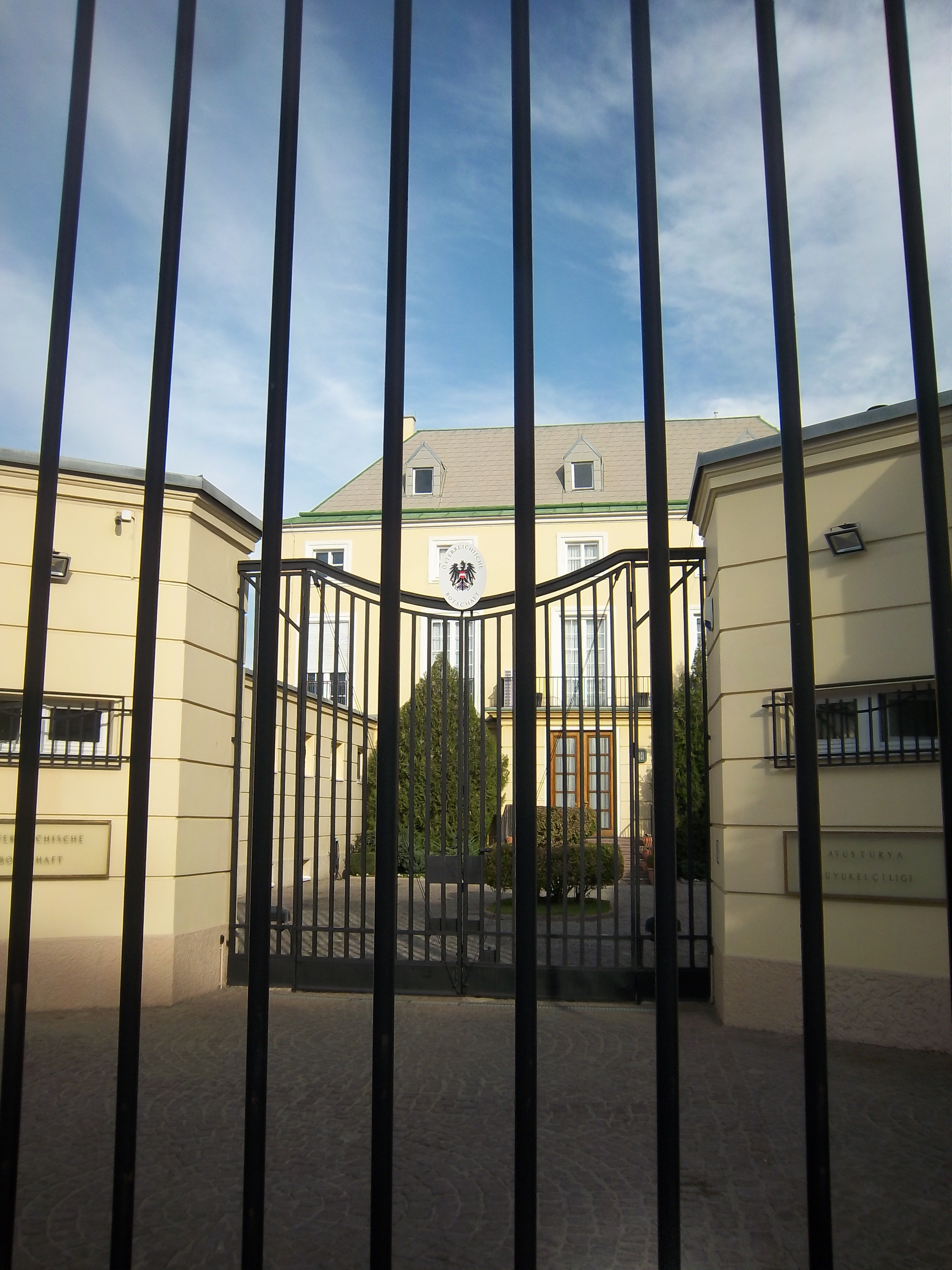
Österreichische Botschaft in Ankara (2015)

| Ernennung Akkreditierung | Name                  | Bemerkungen                                                                         | ernannt von            | akkreditiert bei      | Posten verlassen |
| ------------------------ | --------------------- | ----------------------------------------------------------------------------------- | ---------------------- | --------------------- | ---------------- |
| 20. Apr. 1924            | August Kral           | seit 1924 in Istanbul; ab 1929 in Ankara 1933 kurz Norbert Bischoff Geschäftsträger | Rudolf Ramek           | Ali Fethi Bey         | April 1932       |
| 1933                     | Karl Buchberger       |                                                                                     | Engelbert Dollfuß      | Ali Fethi Bey         | 1938             |
| 1946                     | Clemens Wildner       |                                                                                     | Leopold Figl           | Recep Peker           | 1951             |
| 1952                     | Erich Bielka          |                                                                                     | Leopold Figl           | Adnan Menderes        | 1958             |
| 1958                     | Karl Hartl            |                                                                                     | Julius Raab            | Adnan Menderes        | 1963             |
| 1963                     | Olivier Resseguier    |                                                                                     | Alfons Gorbach         | Ismet Inönü           | 1964             |
| 1965                     | Wolfgang Jungwirth    |                                                                                     | Josef Klaus            | Suad Hayri Ürgüplü    | 1968             |
| 1968                     | Franz Herbatschek     |                                                                                     | Josef Klaus            | Suad Hayri Ürgüplü    | 1975             |
| 1976                     | Heinz Laube           |                                                                                     | Bruno Kreisky          | Mustafa Bülent Ecevit | 1978             |
| 1979                     | Franz Wunderbaldinger |                                                                                     | Bruno Kreisky          | Süleyman Demirel      | 1982             |
| 1983                     | Klaus Ziegler         |                                                                                     | Fred Sinowatz          | Turgut Özal           | 1988             |
| 1988                     | Friedrich Zanetti     |                                                                                     | Fred Sinowatz          | Turgut Özal           | 1992             |
| 1993                     | Johann Plattner       |                                                                                     | Franz Vranitzky        | Erdal Inönü           | 1997             |
| 1998                     | Ralph Scheide         |                                                                                     | Viktor Klima           | Mesut Yılmaz          | 2001             |
| 2001                     | Marius Calligaris     |                                                                                     | Wolfgang Schüssel      | Mustafa Bülent Ecevit | 2006             |
| 2006                     | Heidmaria Gürer       |                                                                                     | Wolfgang Schüssel      | Recep Tayyip Erdoğan  | 2011             |
| 2012                     | Klaus Wölfer          |                                                                                     | Werner Faymann         | Recep Tayyip Erdoğan  | 2017             |
| 2017                     | Ulrike Tilly          |                                                                                     |                        | Recep Tayyip Erdoğan  | 2019             |
| 2019                     | Johannes Wimmer       |                                                                                     |                        | Recep Tayyip Erdoğan  | 2023             |
| 2023                     | Gabriele Juen         |                                                                                     | Alexander Schallenberg | Recep Tayyip Erdoğan  |                  |

Quelle: 